# Radnice v Cannes
Radnice v Cannes je neoklasicistní stavba ve francouzském městě Cannes. Stojí na náměstí Cornut-Gentille a byla dostavěna architektem Louisem Hourlierem roku 1876. Původně byla sídlem radnice a muzea a od roku 1941 jsou zde jen úřední prostory.
V roce 1888 proběhly stavební úpravy a roku 1985 byla rekonstruována fasáda.
Před radnicí stojí památník mrtvých z války 1914–1918.